# Центральна Македонія
Центральна Македонія (грец. Περιφέρεια Κεντρικής Μακεδονίας) — адміністративна область (периферія) в північній частині республіки Греція. Займає центральну частину грецької Македонії. Чисельність населення ледве менше 2 млн осіб. Центр області — місто Салоніки.
За адміністративним поділом 1997 року, включала номи: Іматія, Кілкіс, Пієрія, Пелла, Салоніки, Серрес і Халкідіки. Перший виборний периферіарх від 1 січня 2011 року — Панайотіс Псоміадіс, який до 31 грудня 2010 року виконував обов'язки номарха Салонік.